# Villanova d’Ardenghi
Villanova d’Ardenghi (lombardul: Vilanöva) település Olaszországban, Lombardia régióban, Pavia megyében. Lakosainak száma 745 fő (2023. január 1.). Villanova d’Ardenghi Gropello Cairoli, Carbonara al Ticino, Zerbolò és Zinasco községekkel határos.

## Népesség
A település lakossága az elmúlt években az alábbi módon változott:
| Lakosok száma | 770  | 770  | 745  |
|               | 2017 | 2018 | 2023 |